# Кронштадтское лютеранское кладбище
Кронштадтское лютеранское (немецкое) кладбище — историческое кладбище в Кронштадте, одно из кладбищ Санкт-Петербурга, открыто в 1703 году, находится по дороге, соединяющей Цитадельскую и Кронштадтскую дороги, позади морских огородов.
Адрес: Санкт-Петербург, Кронштадт, Цитадельская дорога, 3.
Как проехать: от ст. м. Старая Деревня автобусом 101 до остановки «16 квартал». Вход на кладбище находится рядом с воротами складов 18-го арсенала ВМФ РФ.
Статус: в настоящее время закрыто для захоронений.

## История

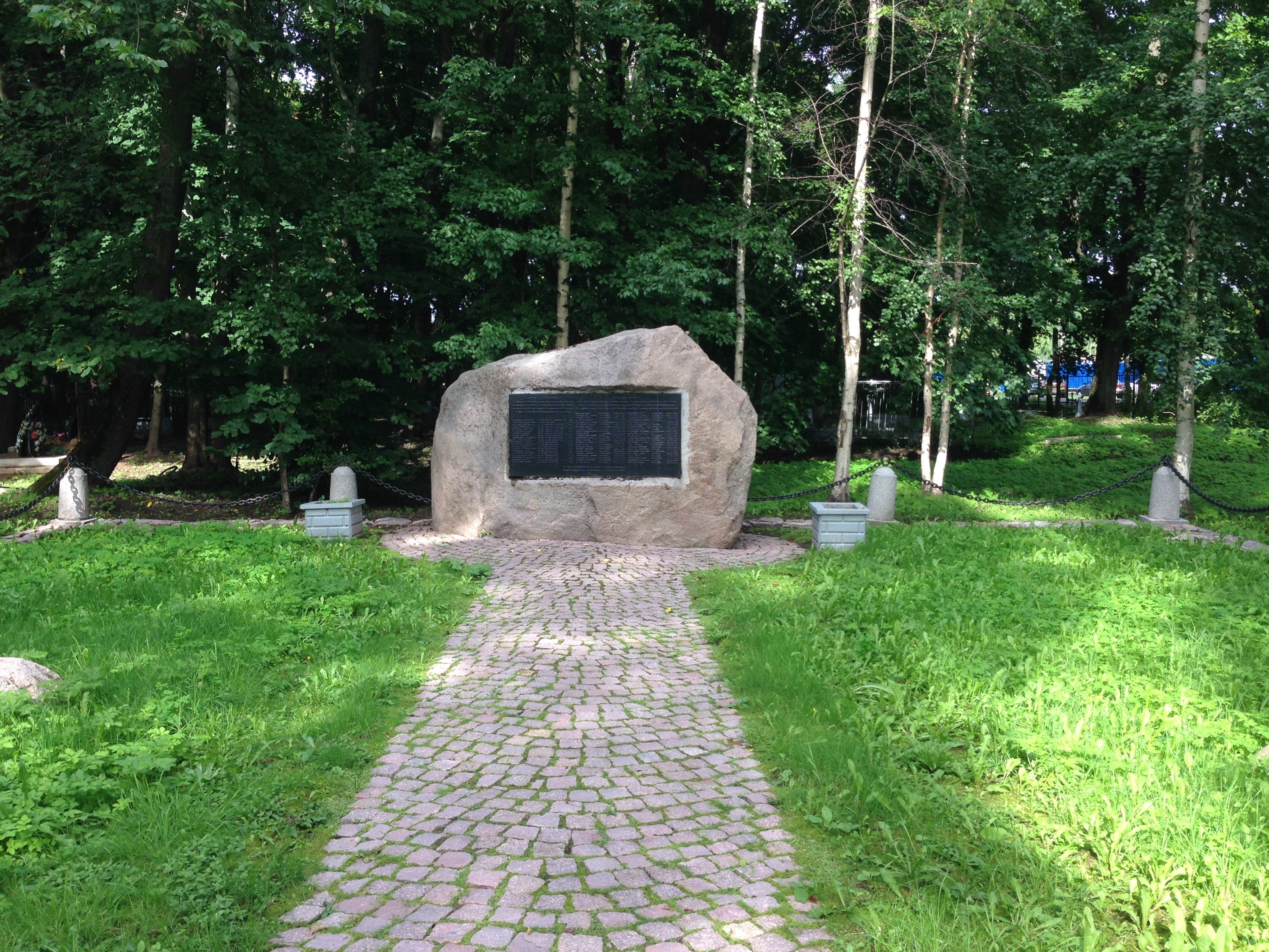
Памятник советским и немецким морякам. Август 2017 г.

Кладбище изначально принадлежало лютеранской и англиканской общинам, появившимся в Кронштадте в самом начале XVIII века и действовавшим до начала XX-го века. Его основание относится к тому же периоду. Оно было открыто в 1703 году и располагалось на площади в четыре гектара.
Одновременно с ним в Кронштадте действовали и другие иноверческие кладбища (эстонское и финское лютеранские, католическое, иудейское, магометанское), располагавшиеся недалеко от Русского кладбища.
Захоронения на лютеранском кладбище прекратились в 1917 году, почти сразу же оно было разорено. Часть надгробий пошла на ступени одного из городских зданий, другие были тоже украдены. К концу 1930-х годов кладбище оказалось совершенно запущено. В военное время захоронения на этом кладбище были возобновлены. После 1946 года оно вновь подверглось разграблению, были украдены бронзовые таблички и некоторые надгробия.

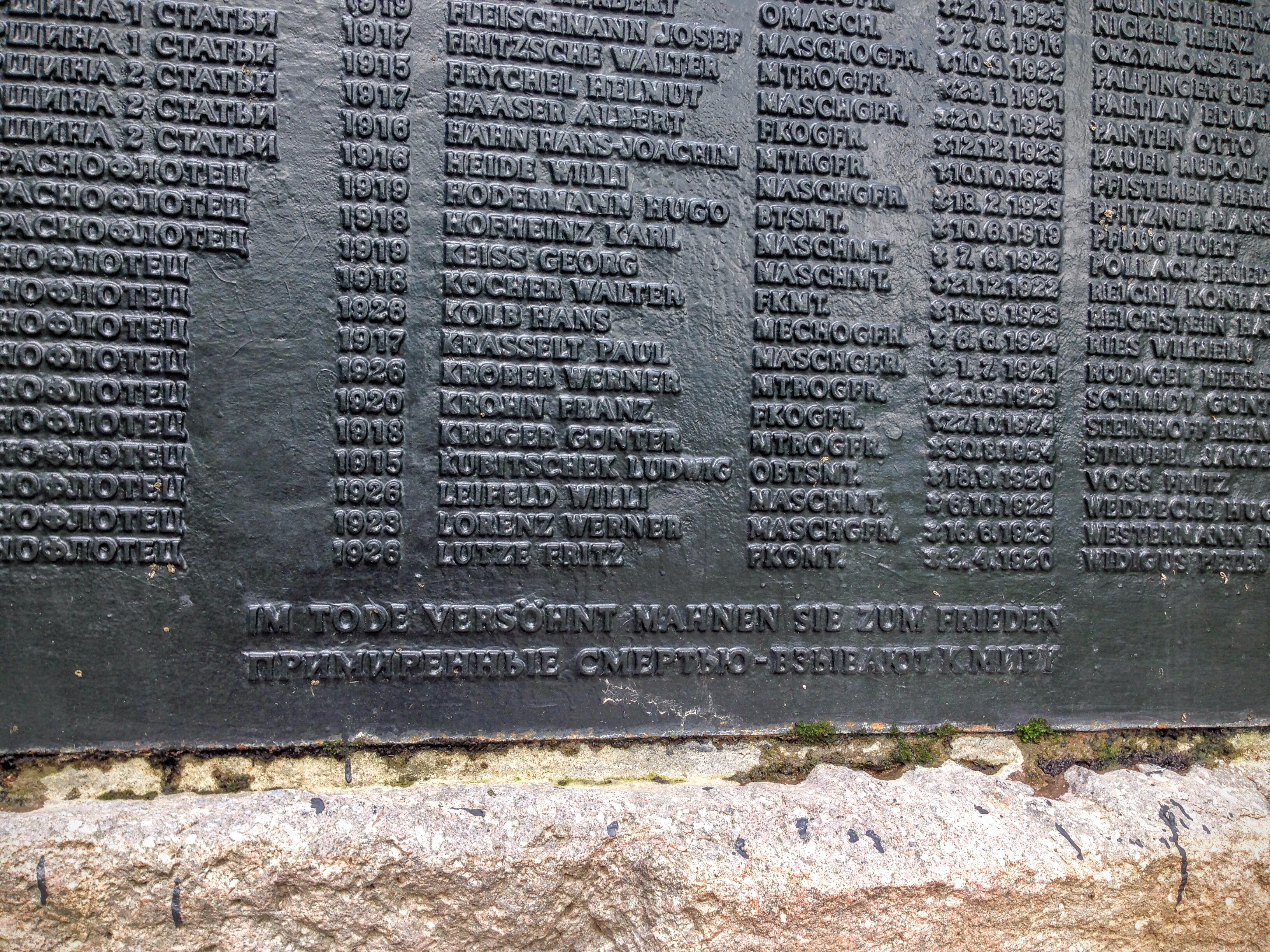
Фрагмент памятника погибшим морякам

До 1990-х годов, пока Кронштадт был закрытым городом, кладбище было заброшено.
«В сентябре 1996 года благодаря частной инициативе немецкого историка Гюнтера Фурманна из города Йена и российского историка Б. А. Каржавина при поддержке Народного союза Германии по уходу за военными могилами, а также Ленинградской морской базы, администрации Кронштадта, Советов ветеранов Кронштадта, Санкт-Петербурга и Ленинградской области, был установлен общий мемориальный знак в память членов экипажа советского морского охотника МО-105 и „в память о немецких моряках с подводной лодки U-250, погибших 30.7.1944 года в бухте Выборга от глубинных бомб советского охотника за лодками МО-103 и нашедших последний покой на этом кладбище“. В тот день, 30 июля 1944 года, севернее острова Северный Берёзовый, советский охотник МО-105 обнаружил вражескую подводную лодку и неудачно атаковал её глубинными бомбами. В 12 часов 42 минуты МО-105 сам был торпедирован немецкой подводной лодкой U-250. Погибло 20 человек экипажа, спаслось 9 человек. В 19 часов 10 минут лодка была потоплена МО-103. Погибло 46 человек экипажа, спаслось 6 человек. Надпись на памятном камне — имена погибших моряков: 20 советских и 46 немецких, а также слова Гюнтера Фурманна: „Примирённые смертью — взывают к миру!“
Были восстановлены могилы адмиралов Р. Н. Вирена и А. И. Круза. На месте предполагаемой могилы Ф. Ф. Беллинсгаузена установлен кенотаф. На средства командования Балтийского флота им были поставлены новые памятники»
«С 2002 года Отдел культуры и прессы Генерального консульства Германии в Санкт-Петербурге ведёт переговоры с администрацией Кронштадта о постройке павильона на лютеранском кладбище в Кронштадте, задуманного как духовно-культурный центр. На кладбище также запланирована постройка капеллы высотой 13 метров, с полезной площадью 200 квадратных метров. В настоящее время кладбище имеет статус мемориального»
«В 2005 году к 60-летию Победы в Великой Отечественной войне территория Лютеранского кладбища была ограждена, освещена и благоустроена»

## Современное состояние
До настоящего времени проект, предложенный в 2002 году, не реализован, следов благоустройства (за исключением отдельных захоронений и памятных надгробий, которые, вероятно, подновляют к праздникам) не наблюдается. Кладбище находится в весьма плачевном состоянии, если не сказать «на грани исчезновения».
Часть его территории (северная сторона) используется местным населением под захоронения домашних животных, часть, вероятно, занята приусадебными участками, на одном из которых можно видеть гранитный памятник, то ли изначально там стоявший, то ли перенесённый туда позднее.
Дореволюционных памятников практически не сохранилось. Более-менее сохранились захоронения времён Великой Отечественной войны, которые расположены вдоль Цитадельской дороги и центральной аллеи.
В некоторых местах имеются ямы, возможно, следы попыток разграбления захоронений. Место расположения большинства захоронений в настоящее время никак не отмечено.
Если в ближайшее время не будут приняты меры к сохранению кладбища, оно может быть утрачено, либо застроено. Ещё в 1998 году многие надгробные знаки и могилы уничтожены, и полноценное описание кладбища не представилось возможным.

## Захоронения
- Братская могила мирных жителей г. Кронштадта, погибших в Великую Отечественную войну ( Объект культурного наследия № 7800601000№ 7800601000),
- памятник «Участникам локальных войн»,
- памятный знак погибшим членам экипажей советского катера МО-105 и немецкой подводной лодки U-250,
- кенотаф Беллинсгаузена Ф. Ф. (1778—1852), адмирала, одного из первооткрывателей Антарктиды, военного губернатора Кронштадта ( Объект культурного наследия № 7802562000№ 7802562000),
- кенотаф Вирена Р. Н. (1857—1917), адмирала, военного губернатора Кронштадта ( Объект культурного наследия № 7802563000№ 7802563000),
- кенотаф Круза А. И. (1731—1799), адмирала, командира Кронштадтского порта ( Объект культурного наследия № 7802561000№ 7802561000).